# Stadion (geslacht)

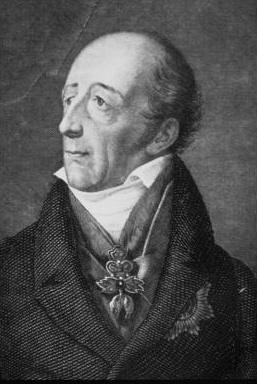
Johann Philipp von Stadion

Stadion is een oeroud Duits adellijk geslacht dat stamt uit Graubünden en tot 1806 regeerde over het gelijknamige gebied.

## Geschiedenis
Vanuit het gelijknamige stamslot boven Küblis vestigde het geslacht zich in Zwaben aan de Donau. Stadion was aanvankelijk een heerlijkheid, sinds 1686 een baronie en sinds 1705 een graafschap. In 1696 werd de heerlijkheid Warthausen verworven, welke tot Zwabisch Oostenrijk behoorde. In 1706 wordt de rijksheerlijkheid Thannhausen gekocht. Deze laatste was rijksvrij en leverde een zetel in de Zwabische Kreits.
Onder de zoons van Johann Philipp von Stadion, staatsminister van Keur-Mainz, werd het bezit in 1741 opgedeeld in Stadion-Warthausen (Fridericiaanse linie) en Stadion-Thannhausen (Philippinische linie). Beide takken werden in 1806 gemediatiseerd. Stadion-Warthausen viel sindsdien onder de soevereiniteit van Oostenrijk en Württemberg, Stadion-Thannhausen onder die van Beieren.

## Bekende telgen
- Christoph von Stadion (1478-1543), bisschop van Augsburg
- Johann Kaspar von Stadion, grootmeester van de Duitse Orde
- Johann Philipp von Stadion (1652-1741), diplomaat
- Johann Philipp Karl Joseph von Stadion (1763-1824), Oostenrijks diplomaat
- Franz Seraph von Stadion (1806-1853), zoon van voorgaande, Oostenrijks staatsman

Alt-Leiningen-Westerburg · Arenberg · Auersperg · Bentheim-Steinfurt · Bentheim-Tecklenburg · Bentinck · Bömmelberg · Bretzenheim · Castell-Castell · Castell-Rüdenhausen · Colloredo-Mannsfeld · Croÿ · Dietrichstein · Erbach-Erbach · Erbach-Fürstenau · Erbach-Schönberg · Esterházy · Fürstenberg · Fugger-Babenhausen · Fugger-Glött · Fugger-Kirchberg · Fugger-Kirchheim · Fugger-Nordendorf · Harrach · Hohenlohe-Ingelfingen · Hohenlohe-Kirchberg · Hohenlohe-Langenburg · Hohenlohe-Öhringen · Hohenlohe-Schillingsfürst · Hohenlohe-Waldenburg-Bartenstein · Hohenlohe-Waldenburg-Jagstberg · Hohenlohe-Waldenburg-Schillingsfürst · Isenburg-Birstein · Isenburg-Büdingen · Isenburg-Philippseich · Kaunitz-Rietberg · Khevenhüller-Metsch · Königsegg-Aulendorf · Kuefstein · Leiningen · Leiningen-Billigheim · Leiningen-Neudenau · Leyen · Limburg-Stirum · Lobkowitz · Löwenstein-Wertheim-Freudenberg · Löwenstein-Wertheim-Rosenberg · Looz-Corswarem · Metternich-Winneburg · Neipperg · Neu-Leiningen-Westerburg · Oettingen-Spielberg · Oettingen-Wallerstein · Ortenburg · Ostein · Pappenheim · Platen-Hallermund · Plettenberg-Wittem · Pückler und Limpurg · Quadt-Wykradt-Isny · Rechberg und Rothenlöwen · Rechteren-Limpurg · Rosenberg-Orsini · Salm-Horstmar · Salm-Kyrburg · Salm-Reifferscheidt-Krautheim und Dyck · Salm-Reifferscheidt-Raitz · Salm-Salm · Sayn-Wittgenstein-Berleburg · Sayn-Wittgenstein-Hohenstein · Schaesberg · Schlitz genannt von Görtz · Schönborn · Schönborn-Buchheim · Schönborn-Wiesentheid · Schönburg-Glauchau · Schönburg-Hartenstein · Schönburg-Waldenburg · Schwarzenberg · Sinzendorf · Solms-Braunfels · Solms-Hohensolms-Lich · Solms-Laubach · Stadion-Tannhausen · Stadion-Warthausen · Starhemberg · Sternberg-Manderscheid · Stolberg-Roßla · Stolberg-Stolberg · Stolberg-Wernigerode · Thurn und Taxis · Toerring · Trauttmansdorff-Weinsberg · Waldbott-Bassenheim · Waldburg-Wolfegg und Waldsee · Waldburg-Zeil · Waldburg-Zeil-Wurzach · Waldeck-Limpurg · Wallmoden-Gimborn · Wartenberg-Roth · Wied-Neuwied · Wied-Runkel · Windisch-Graetz · Wurmbrand-Stuppach